# Eileen O'Shaughnessy
Eileen Maud O'Shaughnessy (South Shields, 25 settembre 1905 – Newcastle upon Tyne, 29 marzo 1945) è stata la prima moglie dello scrittore britannico George Orwell.

## Biografia
Unica figlia femmina di Marie O'Shaughnessy e di Lawrence O'Shaughnessy, Eileen nacque nella città di South Shields, nella contea di Tyne and Wear, a nord-ovest dell'Inghilterra. Diplomatasi presso la Sunderland Church High School, nel 1920 circa si iscrisse all'Università di Oxford, dove si laureò in psicologia. Nel 1935 incontrò George Orwell ad una festa e lo sposò appena un anno dopo. Nonostante fosse molto affezionata al fratello maggiore Lawrence, noto chirurgo toracico, in una lettera indirizzata ad un amico lo descrive come un fascista. Fu comunque grazie al matrimonio del fratello con Gwen Hunton che ebbe accesso insieme ad Orwell a Greystone, piccolo villaggio vicino Carlton, nella contea di Durham. Lo scrittore e la moglie vi rimasero fino al 1944-1945.
Per breve tempo si dedicò alla poesia e poco dopo il matrimonio, partecipò insieme al marito alla Guerra civile spagnola ma dovettero fare ritorno in patria l'anno seguente dopo che Orwell venne ferito alla gola da un cecchino franchista. Appena scoppiata la Seconda guerra mondiale, Eileen iniziò a lavorare presso il Dipartimento della Censura, a Londra, rimanendo durante la settimana a casa della famiglia a Greenwich. Nella primavera del 1942 iniziò a lavorare per il ministro dell'alimentazione. Nel giugno del 1944 Orwell e O'Shaughnessy adottarono un neonato di tre settimane che chiamarono Richard Horatio Blair. Nella primavera del 1945 Eileen morì in circostanze tragiche a Newcastle upon Tyne durante un intervento chirurgico di routine, molto probabilmente a causa dell'anestetico usato. È seppellita al cimitero di Saint Andrew's and Jesmond, a West Jesmond, nel Newcastle.

## Influenza nelle opere di George Orwell
Molti studiosi sono convinti che Eileen abbia avuto una non trascurabile influenza nell'evoluzione della scrittura di Orwell. In particolare una delle sue poesie, intitolata End of the Century, 1984 potrebbe aver ispirato una delle opere più famose dello scrittore, ovvero il romanzo 1984. Ma questa teoria non ha trovato nessun riscontro. La poesia fu scritta nel 1934 per celebrare il cinquantesimo anniversario della Sunderland Church High School, dove lei studiò, e immaginava la scuola dopo 50 anni, cioè nel suo centenario, nel 1984. Sebbene sia stata scritta un anno prima che incontrasse Orwell, la poesia ha in comune con il romanzo una visione pessimistica della società futura. Secondo alcuni potrebbe aver ispirato il personaggio di Julia in 1984.
Secondo la scrittrice e giornalista australiana Anna Funder, Eileen O'Shaughnessy ha avuto un ruolo di primo piano nel successo di Orwell, essendo stata editor delle opere del marito e colei che in realtà ebbe l'idea de La Fattoria degli animali, poi scritto insieme al marito.